# Lucretilis jucunda
Lucretilis jucunda är en insektsart som beskrevs av Miller, N.C.E. 1953. Lucretilis jucunda ingår i släktet Lucretilis och familjen gräshoppor. Inga underarter finns listade i Catalogue of Life.